# Mood Muzik 4: A Turn 4 the Worst
Albums de Joe Budden
Padded Room
(2009) A Loose Quarter
(2012)
Mood Muzik 4: A Turn 4 the Worst est la quatrième mixtape de la série des Mood Musik de Joe Budden, sortie le 24 février 2009.
L'album s'est classé 6e au Top Independent Albums, 9e au Top Rap Albums, 19e au Top R&B/Hip-Hop Albums et 94e au Billboard 200.

## Liste des titres
| No  | Titre                                                                  | Contient un (des) sample(s) de                                           | Durée |
| --- | ---------------------------------------------------------------------- | ------------------------------------------------------------------------ | ----- |
| 1.  | Intro (Pray For Me)                                                    |                                                                          | 4:40  |
| 2.  | Aftermath                                                              | Father of Day, Father of Night du Manfred Mann's Earth Band              | 4:25  |
| 3.  | Role Reversal                                                          | Against All Odds de Makaveli Give Me More de Keyshia Cole                | 3:43  |
| 4.  | Come Along                                                             |                                                                          | 4:51  |
| 5.  | Mop Salad (Skit)                                                       |                                                                          | 1:59  |
| 6.  | Sober Up (featuring Crooked I)                                         | Hail Mary de 2Pac featuring Kastro, Prince Ital Joe et Young Noble       | 5:32  |
| 7.  | Dessert 4 Thought (featuring Styles P et Pusha T)                      | Inner City Blues (Make Me Wanna Holler) de Marvin Gaye                   | 3:59  |
| 8.  | 1,000 Faces                                                            | I Ain't Mad at Cha de 2Pac featuring Danny Boy A Thousand Faces de Creed | 4:44  |
| 9.  | Inseparable (featuring MeLa Machinko)                                  |                                                                          | 5:41  |
| 10. | The Shoes (Skit) (featuring Killa BH)                                  |                                                                          | 2:08  |
| 11. | Remember the Titans (featuring Fabolous, Lloyd Banks et Royce da 5'9") |                                                                          | 6:35  |
| 12. | Welcome to Real Life                                                   |                                                                          | 4:40  |
| 13. | No Idea                                                                |                                                                          | 5:24  |
| 14. | Black Cloud                                                            |                                                                          | 5:53  |
| 15. | Follow Your Lead (featuring Joell Ortiz)                               |                                                                          | 5:35  |
| 16. | Stuck in the Moment (featuring Emanny)                                 | Seven Years de Norah Jones                                               | 5:58  |
| 17. | If All Else Fails                                                      |                                                                          | 3:09  |

Mood Musik 4.5: The Worst Is Yet to Come est une nouvelle version de Mood Muzik 4: A Turn 4 the Worst, sortie le 27 mai 2011, avec sept nouveaux titres inédits.

### Disque 1
| No  | Titre                                                                  | Contient un (des) sample(s) de                                           | Durée |
| --- | ---------------------------------------------------------------------- | ------------------------------------------------------------------------ | ----- |
| 1.  | Intro (Pray For Them)                                                  | Right Now de Van Halen                                                   | 4:40  |
| 2.  | Aftermath                                                              | Father of Day, Father of Night duManfred Mann's Earth Band               | 4:25  |
| 3.  | Role Reversal                                                          | Against All Odds de Makaveli Give Me More de Keyshia Cole                | 3:43  |
| 4.  | Come Along                                                             |                                                                          | 4:51  |
| 5.  | Mop Salad (Skit)                                                       |                                                                          | 1:59  |
| 6.  | Sober Up (featuring Crooked I)                                         | Hail Mary]' de 2Pac featuring Kastro, Prince Ital Joe et Young Noble     | 5:32  |
| 7.  | Dessert 4 Thought (featuring Styles P et Pusha T)                      | Inner City Blues (Make Me Wanna Holler) de Marvin Gaye                   | 3:59  |
| 8.  | 1,000 Faces                                                            | I Ain't Mad at Cha de 2Pac featuring Danny Boy A Thousand Faces de Creed | 4:44  |
| 9.  | Inseparable (featuring MeLa Machinko)                                  |                                                                          | 5:41  |
| 10. | The Shoes (Skit) (featuring Killa BH)                                  |                                                                          | 2:08  |
| 11. | Remember the Titans (featuring Fabolous, Lloyd Banks et Royce da 5'9") |                                                                          | 6:35  |
| 12. | Welcome to Real Life                                                   |                                                                          | 4:40  |
| 13. | No Idea                                                                |                                                                          | 5:24  |
| 14. | Black Cloud                                                            |                                                                          | 5:53  |
| 15. | Follow your Lead (featuring Joell Ortiz)                               |                                                                          | 5:35  |
| 16. | Stuck in the Moment (featuring Emanny)                                 | Seven Years de Norah Jones                                               | 5:58  |
| 17. | If All Else Fails                                                      |                                                                          | 3:09  |
| 18. | Dreamerz (featuring Emanny)                                            |                                                                          | 8:55  |
| 19. | Time Flies                                                             |                                                                          | 4:20  |
| 20. | Realestate                                                             |                                                                          | 4:28  |
| 21. | The Hard Part                                                          |                                                                          | 5:09  |
| 22. | When It All Implodes                                                   |                                                                          | 4:27  |
| 23. | Downfall                                                               |                                                                          | 6:59  |
| 24. | Spring Training                                                        | Heat of the Moment d'Asia                                                | 3:40  |